# Perdigon
Pour l’article homonyme, voir Pierre Perdigon.

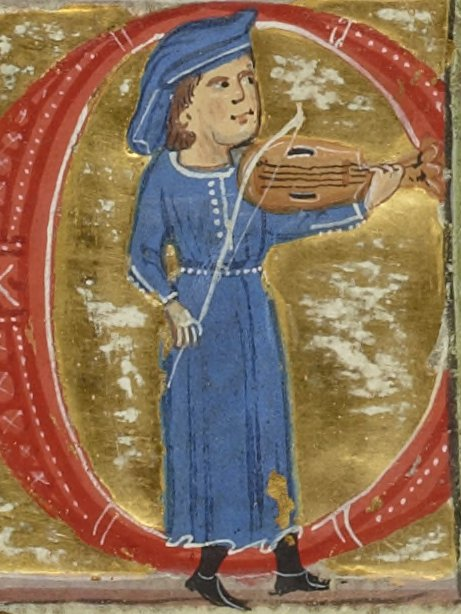
Le troubadour Perdigon avec une vièle

Perdigon ou Perdigo - sa carrière commence vers 1190 et finit vers 1220 ; il était un troubadour né à Lespéron en Gévaudan (aujourd'hui la commune est située en Ardèche à proximité de la Lozère). Quatorze poèmes de son œuvre sont parvenus jusqu'à nous, dont trois cansos et leur mélodie (la canso était le genre noble de la lyrique des troubadours).

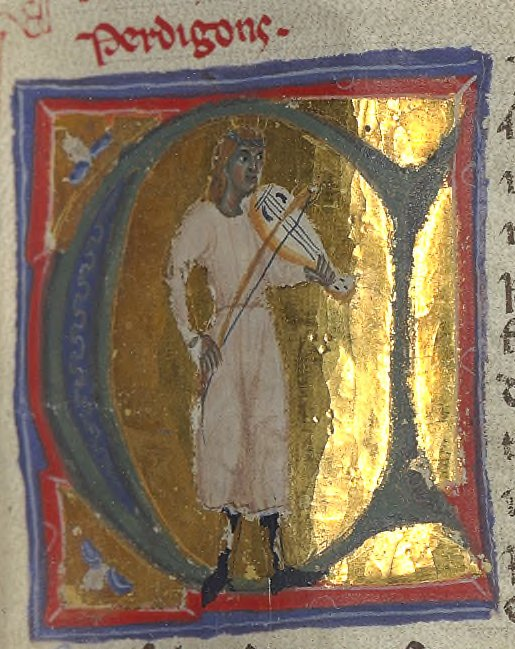
Perdigon avec un rebec, dans un manuscrit du XIIIe siècle

## Biographie

### Son village natal
D'après sa biographie en occitan : « Perdigons si fo joglars e saup tròp ben violar e trobar. E fo de l'avescat de Gavaudan, d'un borget que a nom Lespero. E fo filhs d'un paubre òme que èra pescaire » (Perdigon était jongleur [et un ménestrel, c'est-à-dire joueur d'instrument]. Il jouait de la vièle à archet et composait des vers avec talent. Il était de l'évêché du Gévaudan, d'un petit bourg nommé Lesperon, et était le fils d'un pêcheur pauvre). C'était donc d'abord un interprète et ce n'était pas non plus un aristocrate, contrairement à beaucoup de poètes et musiciens, de ceux qu'on appelle troubadours (ou trouvères dans les pays de langue d'oïl). La transcription moderne de Lespero pourrait être Lespère près de Saint-Léger-de-Peyre ou bien Lespéron près de Coucouron (aujourd'hui en Ardèche). Ce dernier lieu semble le plus probable.

### Son œuvre
Sa vie a été écrite, dans laquelle on retrouve Perdigon dans plusieurs activités : poète et ménestrel, jongleur, etc.

### Sources
- Aubrey, Elizabeth. The Music of the Troubadours. Indiana University Press, 1996.  (ISBN 0 253 21389 4).
- Egan, Margarita, ed. and trans. The Vidas of the Troubadours. New York: Garland, 1984.  (ISBN 0 8240 9437 9).